# Всесоюзная коллегия судей по волейболу
Всесоюзная коллегия судей по волейболу — советская спортивная организация.

## История
Всесоюзная коллегия судей по волейболу (ВКС) организована в апреле 1934 года на всесоюзном совещании судей в Москве и было выбрано руководство ВКС в составе трёх человек: Поташник А. А.(Москва), Петров Н. А. (Ленинград), Гуревич И. О. (Харьков), председателем ВКС был выбран — Поташник А. А.(Москва).
Основной костяк ВКС составили судьи Московской коллегии судей (самой развитой на момент создания), а также судьи Украины (харьковчане и киевляне), Ленинграда и Ростова-на-Дону.
ВКС являлась структурной частью Всесоюзной секции волейбола, впоследствии реорганизованной во Всесоюзную федерацию волейбола (1959 год).
В 1991 году ВКС закончила своё существование и её правопреемником стала Всероссийская коллегия судей по волейболу, став структурной частью Всероссийской федерации волейбола.

## Руководство
Возглавили ВКС в апреле 1934 года Поташник, Петров, Гуревич. Впоследствии стали выбирать председателя коллегии судей.
Председатели ВКС:
- 1934—1953 Александр Абрамович Поташник
- 1953—1959 Борис Николаевич Анищенко
- 1959—1963 Василий Андреевич Крюк
- 1963—1972 Борис Леонидович Леонов
- 1972—1978 Ченцов С. С.
- 1978—1980 Леонид Яковлевич Губенко
- 1980—1990 Владимир Иванович Гнедой
- 1990—1991 Олег Сергеевич Чехов

## Обязанности ВКС
- организация всесоюзных соревнований,
- назначение судейских коллегий на соревнования, проводимых Всесоюзной секцией волейбола,
- внесение изменений и проработка правил соревнований,
- подготовка судейских кадров

## Судейские кадры
ВКС воспитала и подготовила большое количество судей, в том числе судей международной категории, которые обсуживали соревнования самого высокого уровня.
Первый судья международной категории в СССР (1951 год) — Владимир Алексеевич Березин г. Москва
Первые женщины судьи международной категории в СССР (1953 год): 
Зоя Алексеевна Козлова г. Москва 
Вера Семёновна Михеева г. Ленинград 
Нина Григорьевна Бодрова г. Москва